# Цурцумія Георгій Олександрович
Георгій Олександрович Цурцумія (каз. Георгий Александрович Цурцумиа; нар. 29 жовтня 1980, Цаленджиха, Самеґрело-Земо Сванеті, Грузинська РСР) — грузинський та казахський борець греко-римського стилю, бронзовий призер чемпіонату світу, срібний призер та п'ятиразовий чемпіон Азії, чемпіон Азійських ігор, володар Кубку світу, срібний призер Олімпійських ігор. Заслужений майстер спорту Республіки Казахстан.

## Біографія
Боротьбою почав займатися з 1995 року. На початку своєї міжнародної спортивної кар'єри виступав за юніорську збірну Грузії. У її складі ставав бронзовим призером чемпіонату Європи 1999 року, чемпіоном світу та Європи 2000 року. У 2000 почав виступи за першу збірну Грузії. У її складі став п'ятим на чемпіонаті світу 2001 року. З 2002 року почав захищати кольори збірної Казахстану. У її складі ставав чемпіоном Азії та Азійських ігор, переможцем Кубку світу, призером світової першості та Олімпіади. Виступав за спортивне товариство «Динамо» з Алмати. В Казахстані тренувався під керівництвом Юрія Мельниченко. У фіналі чемпіонату Азії 2008 року отримав важку травму плеча, через яку був змушений у віці 28 років залишити борцівський килим і перейти на тренерську роботу. Особистий тренер чемпіона Азії та Азійських ігор з греко-римської боротьби Нурмахана Тиналієва. У 2014 визнаний найкращим тренером Казахстану з греко-римської боротьби.

## Виступи на Олімпіадах
| Змагання                    | Збірна    | Вагова категорія | Місце  |
| --------------------------- | --------- | ---------------- | ------ |
| Літні Олімпійські ігри 2004 | Казахстан | 120 кг           | Срібло |

## Виступи на Чемпіонатах світу
| Змагання                        | Збірна    | Вагова категорія | Місце  |
| ------------------------------- | --------- | ---------------- | ------ |
| Чемпіонат світу з боротьби 2001 | Грузія    | 130 кг           | 5      |
| Чемпіонат світу з боротьби 2002 | Казахстан | 120 кг           | 8      |
| Чемпіонат світу з боротьби 2003 | Казахстан | 120 кг           | Бронза |
| Чемпіонат світу з боротьби 2005 | Казахстан | 120 кг           | 5      |
| Чемпіонат світу з боротьби 2006 | Казахстан | 120 кг           | 15     |
| Чемпіонат світу з боротьби 2007 | Казахстан | 120 кг           | 9      |

## Виступи на Чемпіонатах Азії
| Змагання                       | Збірна    | Вагова категорія | Місце  |
| ------------------------------ | --------- | ---------------- | ------ |
| Чемпіонат Азії з боротьби 2003 | Казахстан | 120 кг           | Золото |
| Чемпіонат Азії з боротьби 2003 | Казахстан | 120 кг           | Золото |
| Чемпіонат Азії з боротьби 2004 | Казахстан | 120 кг           | Золото |
| Чемпіонат Азії з боротьби 2005 | Казахстан | 120 кг           | Золото |
| Чемпіонат Азії з боротьби 2006 | Казахстан | 120 кг           | Золото |
| Чемпіонат Азії з боротьби 2008 | Казахстан | 120 кг           | Срібло |

## Виступи на Азійських іграх
| Змагання           | Збірна    | Вагова категорія | Місце  |
| ------------------ | --------- | ---------------- | ------ |
| Азійські ігри 2002 | Казахстан | 120 кг           | Золото |

## Виступи на Кубках світу
| Змагання                    | Збірна    | Вагова категорія | Місце  |
| --------------------------- | --------- | ---------------- | ------ |
| Кубок світу з боротьби 2003 | Казахстан | 120 кг           | Золото |

## Виступи на інших змаганнях
| Змагання                               | Збірна    | Вагова категорія | Місце  |
| -------------------------------------- | --------- | ---------------- | ------ |
| Міжнародний меморіал Дейва Шульца 2000 | Грузія    | 130 кг           | Бронза |
| Міжнародний меморіал Дейва Шульца 2003 | Казахстан | 120 кг           | Бронза |
| Гран-прі Німеччини з боротьби 2003     | Казахстан | 120 кг           | Золото |
| Гран-прі Німеччини з боротьби 2004     | Казахстан | 120 кг           | Срібло |
| Золотий Гран-прі з боротьби 2006       | Казахстан | 120 кг           | Золото |
| Міжнародний меморіал Дейва Шульца 2008 | Казахстан | 120 кг           | Бронза |